# F1 Academy 2023
La F1 Academy 2023 è la prima stagione della F1 Academy, un campionato femminile di corse utilizzanti monoposto. La serie segue i regolamenti della FIA Formula 4. È iniziata il 29 aprile con un weekend di tre gare al Red Bull Ring, in Austria ed è terminata al Circuito delle Americhe, negli Stati Uniti, il 22 ottobre dopo 7 prove.
Marta García ha vinto il Campionato Piloti e la Prema Racing, la sua squadra, ha vinto il Campionato riservato ai Team.

## Calendario
Sul finire del febbraio viene definito il calendario per la stagione inaugurale della F1 Academy. La serie avrà sette round, con la prima gara al Red Bull Ring e l'ultima sul Circuito delle Americhe, dove la serie sarà in concomitanza con la Formula 1.
| Round | Circuito                            | Data          | Eventi di supporto                            |
| ----- | ----------------------------------- | ------------- | --------------------------------------------- |
| 1     | Red Bull Ring, Spielberg            | 28-29 aprile  |                                               |
| 2     | Circuito Ricardo Tormo, Cheste      | 5-7 maggio    | NASCAR Whelen Euro Series                     |
| 3     | Circuito di Catalogna, Montmeló     | 19-21 maggio  | Campionato FIA di Formula 3 europea regionale |
| 4     | Circuito di Zandvoort, Zandvoort    | 23-25 giugno  | Deutsche Tourenwagen Masters                  |
| 5     | Autodromo nazionale di Monza, Monza | 7-9 luglio    | Campionato del mondo endurance                |
| 6     | Circuito Paul Ricard, Le Castellet  | 29-31 luglio  |                                               |
| 7     | Circuito delle Americhe, Austin     | 21-22 ottobre | Campionato mondiale di Formula 1              |

## Team e piloti

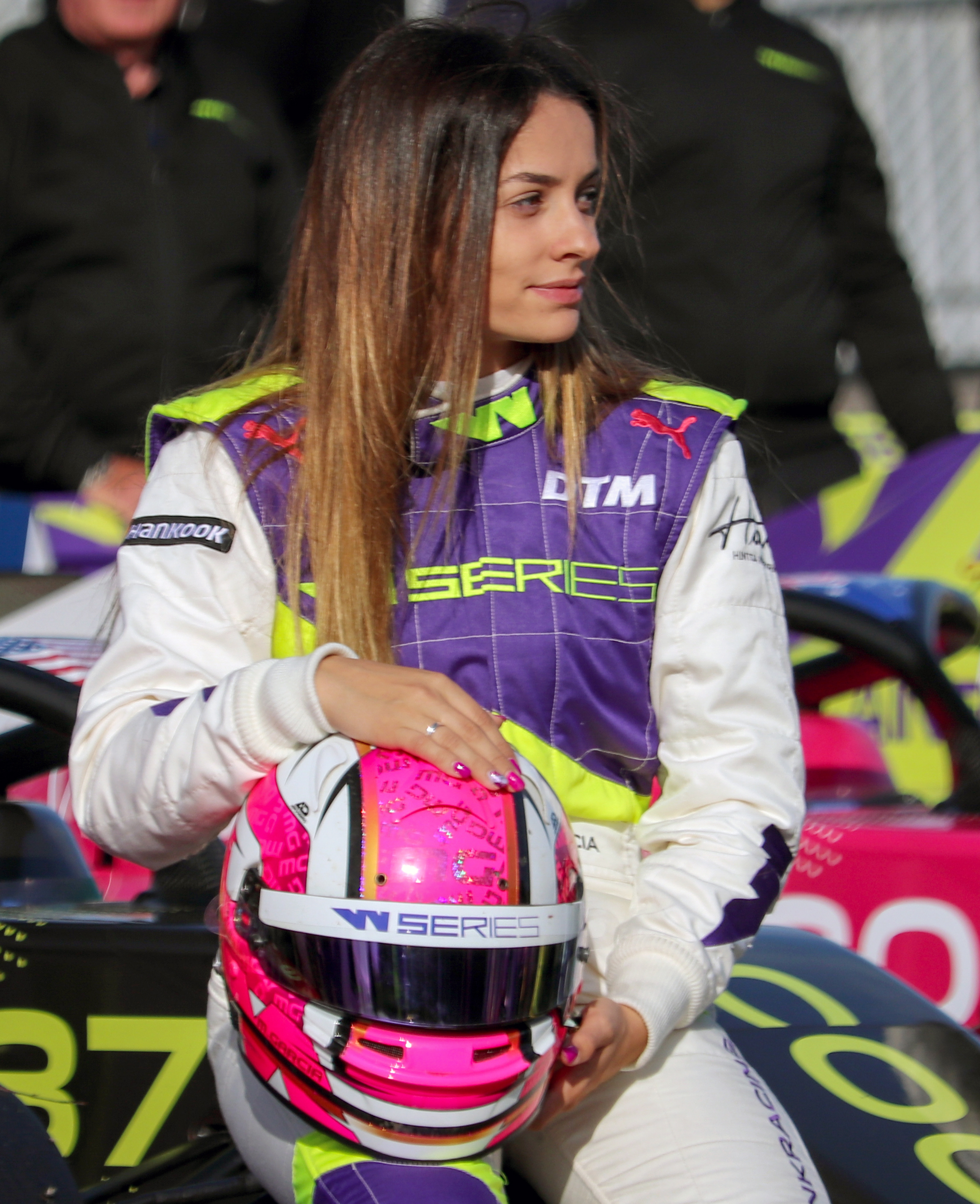
Marta García, vincitrice del campionato piloti.

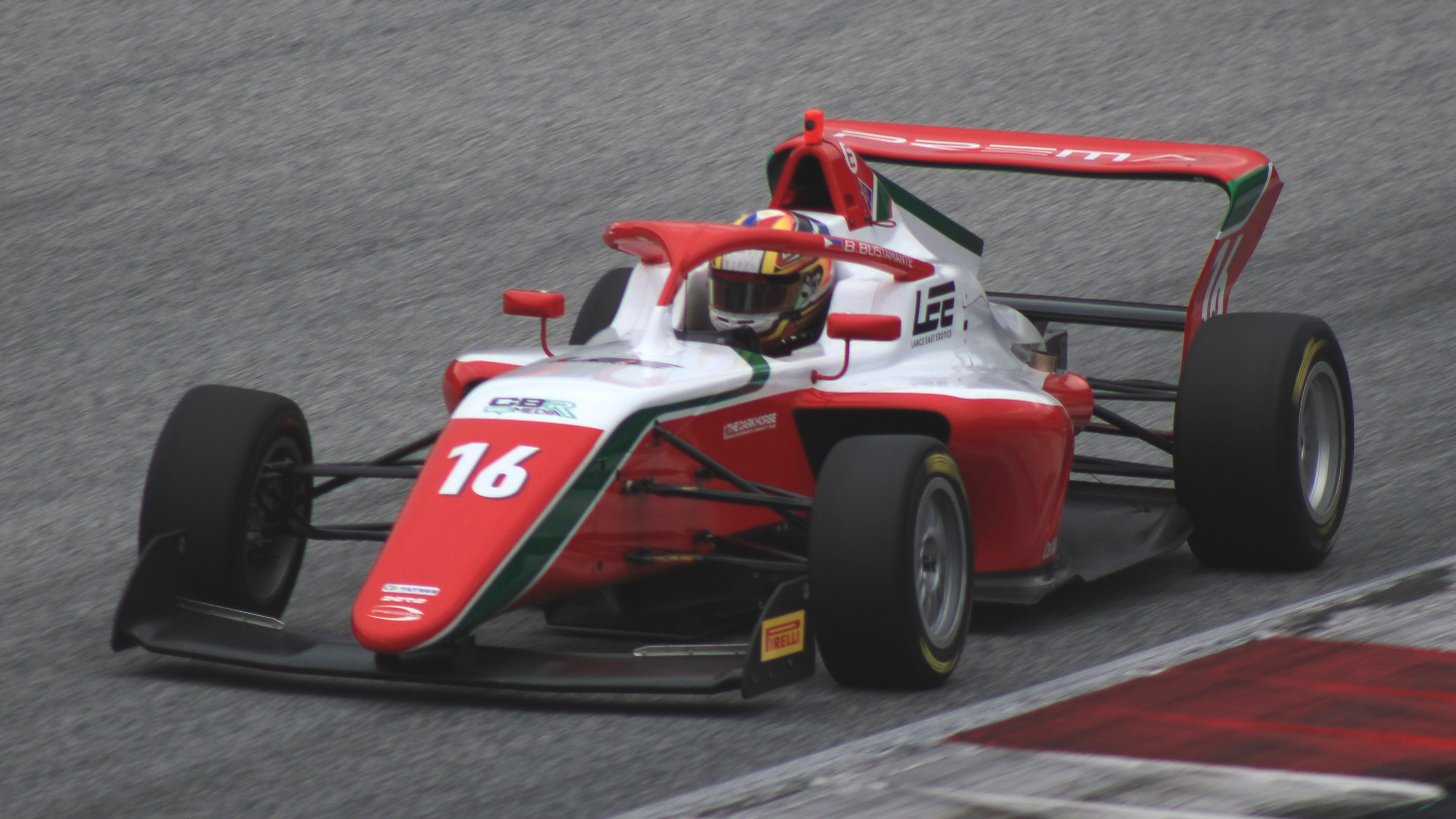
La Prema, vincitrice del Campionato Costruttori, guidata da Bianca Bustamante.

Per i tre anni dal 2023 al 2025, la serie ha selezionato cinque team con esperienza nelle formule propedeutiche: la Prema Powerteam, ART Grand Prix, Rodin Carlin, MP Motorsport e la Campos Racing.
| Team           | N. | Pilota            | Gare  |
| -------------- | -- | ----------------- | ----- |
| ART Grand Prix | 1  | Lena Buhler       | Tutti |
| ART Grand Prix | 2  | Carrie Schreiner  | Tutti |
| ART Grand Prix | 3  | Chloe Grant       | Tutti |
| Campos Racing  | 4  | Nerea Martí       | Tutti |
| Campos Racing  | 5  | Lola Lovinfosse   | Tutti |
| Campos Racing  | 6  | Maite Cáceres     | Tutti |
| MP Motorsport  | 7  | Amna Al Qubaisi   | Tutti |
| MP Motorsport  | 8  | Hamda Al Qubaisi  | Tutti |
| MP Motorsport  | 9  | Emely de Heus     | Tutti |
| Prema Racing   | 10 | Bianca Bustamante | Tutti |
| Prema Racing   | 11 | Chloe Chong       | Tutti |
| Prema Racing   | 12 | Marta García      | Tutti |
| Rodin Carlin   | 13 | Jessica Edgar     | Tutti |
| Rodin Carlin   | 14 | Abbi Pulling      | Tutti |
| Rodin Carlin   | 15 | Megan Gilkes      | Tutti |

## Risultati
| Round | Round | Circuito                     | Pole position    | Giro Veloce      | Pilota vincitore  | Team vincitore | Note   |
| ----- | ----- | ---------------------------- | ---------------- | ---------------- | ----------------- | -------------- | ------ |
| 1     | G1    | Red Bull Ring                | Marta García     | Marta García     | Marta García      | Prema Racing   | [ 18 ] |
| 1     | G2    | Red Bull Ring                |                  | Amna Al Qubaisi  | Amna Al Qubaisi   | MP Motorsport  | [ 19 ] |
| 1     | G3    | Red Bull Ring                | Marta García     | Abbi Pulling     | Marta García      | Prema Racing   | [ 20 ] |
| 2     | G4    | Circuito Ricardo Tormo       | Nerea Martí      | Nerea Martí      | Hamda Al Qubaisi  | MP Motorsport  | [ 21 ] |
| 2     | G5    | Circuito Ricardo Tormo       |                  | Hamda Al Qubaisi | Bianca Bustamante | Prema Racing   | [ 22 ] |
| 2     | G6    | Circuito Ricardo Tormo       | Marta García     | Nerea Martí      | Marta García      | Prema Racing   | [ 23 ] |
| 3     | G7    | Circuito di Catalogna        | Emely de Heus    | Léna Bühler      | Emely de Heus     | MP Motorsport  | [ 24 ] |
| 3     | G8    | Circuito di Catalogna        |                  | Amna Al Qubaisi  | Amna Al Qubaisi   | MP Motorsport  | [ 25 ] |
| 3     | G9    | Circuito di Catalogna        | Léna Bühler      | Hamda Al Qubaisi | Léna Bühler       | ART Grand Prix | [ 26 ] |
| 4     | G10   | Circuito di Zandvoort        | Hamda Al Qubaisi | Hamda Al Qubaisi | Hamda Al Qubaisi  | MP Motorsport  | [ 27 ] |
| 4     | G11   | Circuito di Zandvoort        |                  | Abbi Pulling     | Carrie Schreiner  | ART Grand Prix | [ 28 ] |
| 4     | G12   | Circuito di Zandvoort        | Hamda Al Qubaisi | Hamda Al Qubaisi | Hamda Al Qubaisi  | MP Motorsport  | [ 29 ] |
| 5     | G13   | Autodromo nazionale di Monza | Marta García     | Chloe Chong      | Marta García      | Prema Racing   | [ 30 ] |
| 5     | G14   | Autodromo nazionale di Monza |                  | Abbi Pulling     | Léna Bühler       | ART Grand Prix | [ 31 ] |
| 5     | G15   | Autodromo nazionale di Monza | Abbi Pulling     | Marta García     | Bianca Bustamante | Prema Racing   | [ 32 ] |
| 6     | G16   | Circuito Paul Ricard         | Abbi Pulling     | Nerea Martí      | Nerea Martí       | Campos Racing  | [ 33 ] |
| 6     | G17   | Circuito Paul Ricard         |                  | Marta García     | Marta García      | Prema Racing   | [ 34 ] |
| 6     | G18   | Circuito Paul Ricard         | Léna Bühler      | Marta García     | Marta García      | Prema Racing   | [ 35 ] |
| 7     | G19   | Circuito delle Americhe      | Marta García     | Marta García     | Marta García      | Prema Racing   | [ 36 ] |
| 7     | G20   | Circuito delle Americhe      |                  | Abbi Pulling     | Hamda Al Qubaisi  | MP Motorsport  | [ 37 ] |
| 7     | G21   | Circuito delle Americhe      | Jessica Edgar    | Jessica Edgar    | Jessica Edgar     | Rodin Carlin   | [ 38 ] |

## Classifiche
I punti vengono assegnati alle prime dieci classificate nelle Gare 1 e 3 della durata di 30 minuti e alle prime otto classificate nella Gara 2 di 20 minuti a griglia invertita. La pole-sitter in ogni Gara 1 e 3 riceve due punti, e un punto viene assegnato alla pilota che stabilisce il giro più veloce della gara a condizione che il pilota finisca tra i primi dieci. Nessun punto viene assegnato se il miglior tempo sul giro viene raggiunto da un pilota al di fuori dei primi dieci. Nessun punto extra viene assegnato alla pole-sitter in Gara 2.
| Gara                   | Posizione, Punti | Posizione, Punti | Posizione, Punti | Posizione, Punti | Posizione, Punti | Posizione, Punti | Posizione, Punti | Posizione, Punti | Posizione, Punti | Posizione, Punti | Posizione, Punti | Posizione, Punti |
| ---------------------- | ---------------- | ---------------- | ---------------- | ---------------- | ---------------- | ---------------- | ---------------- | ---------------- | ---------------- | ---------------- | ---------------- | ---------------- |
| Gara                   | 1°               | 2°               | 3°               | 4°               | 5°               | 6°               | 7°               | 8°               | 9°               | 10°              | Pole             | GV               |
| Gara 1 e 3 (30 minuti) | 25               | 18               | 15               | 12               | 10               | 8                | 6                | 4                | 2                | 1                | 2                | 1                |
| Gara 2 (20 minuti)     | 10               | 8                | 6                | 5                | 4                | 3                | 2                | 1                |                  |                  |                  | 1                |

### Classifica Piloti
| Pos. | Pilota            | RBR | RBR | RBR | CRT | CRT | CRT | CAT | CAT | CAT | ZAN | ZAN | ZAN | MNZ | MNZ | MNZ | LEC | LEC | LEC | COA | COA | COA | Punti |
| ---- | ----------------- | --- | --- | --- | --- | --- | --- | --- | --- | --- | --- | --- | --- | --- | --- | --- | --- | --- | --- | --- | --- | --- | ----- |
| 1    | Marta García      | 1   | 7   | 1   | 6   | 5   | 1   | 3   | 2   | 3   | Rit | 2   | 4   | 1   | 6   | 5   | 6   | 1   | 1   | 1   | Rit | 3   | 278   |
| 2    | Léna Bühler       | Rit | 2   | 6   | 3   | 2   | 4   | Rit | 4   | 1   | 2   | 3   | 3   | 2   | 1   | 10  | 4   | 2   | 2   | 3   | 2   | 4   | 222   |
| 3    | Hamda Al Qubaisi  | 7   | 5   | 2   | 1   | 3   | 5   | Rit | 5   | 2   | 1   | 9   | 1   | 8   | 10  | Rit | 5   | 4   | 5   | 7   | 1   | 5   | 207   |
| 4    | Nerea Martí       | SQ  | 4   | 5   | 2   | NC  | 2   | 6   | 6   | 7   | 3   | 6   | 6   | 7   | 11  | 3   | 1   | 5   | 4   | 4   | 5   | 2   | 181   |
| 5    | Abbi Pulling      | 4   | 8   | 4   | 11  | 12  | 3   | 2   | 3   | 4   | 7   | 10  | Rit | 4   | 3   | 2   | 2   | 7   | Rit | 2   | 4   | 6   | 177   |
| 6    | Amna Al Qubaisi   | 8   | 1   | 3   | 7   | 4   | 6   | 5   | 1   | 9   | 8   | Rit | 9   | 9   | 7   | 4   | 7   | 3   | 7   | 9   | 14  | 10  | 117   |
| 7    | Bianca Bustamante | 2   | 9   | NC  | 5   | 1   | 7   | 4   | 14† | 10  | 10  | 8   | 5   | Rit | 2   | 1   | 13  | 10  | 14  | 5   | 7   | 13  | 116   |
| 8    | Jessica Edgar     | 3   | 11  | 8   | 9   | 9   | 9   | 10  | 12  | 14  | 4   | 4   | 12  | 3   | 5   | 8   | 15  | 8   | 6   | 6   | 3   | 1   | 112   |
| 9    | Emely de Heus     | Rit | 6   | 12  | 14  | Rit | 10  | 1   | 8   | 6   | 5   | 5   | 2   | 6   | 12† | 9   | 14  | 9   | 12  | Rit | 10  | 7   | 87    |
| 10   | Lola Lovinfosse   | 9   | 3   | 13  | 10  | 8   | Rit | 8   | 9   | 5   | 9   | 11  | Rit | 10  | 13† | 7   | 3   | Rit | 3   | 10  | 8   | 15  | 65    |
| 11   | Carrie Schreiner  | Rit | 10  | 7   | 12  | 11  | 8   | 9   | 10  | 13  | 6   | 1   | 8   | Rit | 4   | 6   | 9   | 6   | 8   | 11  | 11  | 14  | 56    |
| 12   | Chloe Grant       | 10  | Rit | 9   | 4   | 7   | 11  | 7   | 7   | 11  | 12  | 12  | 7   | Rit | WD  | WD  | 10  | 11  | 13  | Rit | 9   | 9   | 34    |
| 13   | Megan Gilkes      | 5   | 12  | 10  | 8   | 13  | 13† | 11  | 11  | 8   | 11  | 7   | Rit | 5   | Rit | Rit | 11  | 13  | 9   | 12  | 13  | 11  | 31    |
| 14   | Chloe Chong       | 6   | 14  | 11  | Rit | 6   | 14† | 12  | 15† | 15  | 13  | 14  | 11  | 11  | 9   | 12† | 12  | 14  | 10  | 8   | 6   | 8   | 25    |
| 15   | Maite Cáceres     | 11  | 13  | 14  | 13  | 10  | 12  | 13  | 13  | 12  | 14  | 13  | 10  | 12  | 8   | 11† | 8   | 12  | 11  | Rit | 12  | 12  | 6     |
| Pos. | Pilota            | RBR | RBR | RBR | CRT | CRT | CRT | CAT | CAT | CAT | ZAN | ZAN | ZAN | MNZ | MNZ | MNZ | LEC | LEC | LEC | COA | COA | COA | Punti |

### Classifica Team
| Pos. | Team                                   | RBR | RBR | RBR | CRT | CRT | CRT | CAT | CAT | CAT | ZAN | ZAN | ZAN | MNZ | MNZ | MNZ | LEC | LEC | LEC | COA | COA | COA | Punti |
| ---- | -------------------------------------- | --- | --- | --- | --- | --- | --- | --- | --- | --- | --- | --- | --- | --- | --- | --- | --- | --- | --- | --- | --- | --- | ----- |
| 1    | Prema Racing                           | 1   | 7   | 1   | 5   | 1   | 1   | 3   | 2   | 3   | 10  | 2   | 4   | 1   | 2   | 1   | 6   | 1   | 1   | 1   | 6   | 3   | 419   |
| 1    | Prema Racing                           | 2   | 9   | 11  | 6   | 5   | 7   | 4   | 14† | 10  | 13  | 8   | 6   | 11  | 6   | 5   | 12  | 10  | 10  | 5   | 7   | 8   | 419   |
| 1    | Prema Racing                           | 6   | 14  | NC  | Rit | 6   | 14† | 12  | 15† | 15  | Rit | 14  | 11  | Rit | 9   | 12† | 13  | 14  | 14  | 8   | Rit | 13  | 419   |
| 2    | MP Motorsport                          | 7   | 1   | 2   | 1   | 3   | 5   | 1   | 1   | 2   | 1   | 5   | 1   | 6   | 7   | 4   | 5   | 3   | 5   | 7   | 1   | 5   | 411   |
| 2    | MP Motorsport                          | 8   | 5   | 3   | 7   | 4   | 6   | 5   | 5   | 6   | 5   | 9   | 2   | 8   | 10  | 9   | 7   | 4   | 7   | 9   | 10  | 7   | 411   |
| 2    | MP Motorsport                          | Rit | 6   | 12  | 14  | Rit | 10  | Rit | 8   | 9   | 8   | Rit | 9   | 9   | 12† | Rit | 14  | 9   | 12  | Rit | 14  | 10  | 411   |
| 3    | Rodin Carlin                           | 3   | 8   | 4   | 8   | 9   | 3   | 2   | 3   | 4   | 4   | 4   | 12  | 3   | 3   | 2   | 2   | 7   | 6   | 2   | 3   | 1   | 322   |
| 3    | Rodin Carlin                           | 4   | 11  | 8   | 9   | 12  | 9   | 10  | 11  | 8   | 7   | 7   | Rit | 4   | 5   | 8   | 11  | 8   | 9   | 6   | 4   | 6   | 322   |
| 3    | Rodin Carlin                           | 5   | 12  | 10  | 11  | 13  | 13† | 11  | 12  | 14  | 11  | 10  | Rit | 5   | Rit | Rit | 15  | 13  | DSQ | 12  | 13  | 11  | 322   |
| 4    | ART Grand Prix                         | 10  | 2   | 6   | 3   | 2   | 4   | 7   | 4   | 1   | 2   | 1   | 3   | 2   | 1   | 6   | 4   | 2   | 2   | 3   | 2   | 4   | 312   |
| 4    | ART Grand Prix                         | Rit | 10  | 7   | 4   | 7   | 8   | 9   | 7   | 11  | 6   | 3   | 7   | Rit | 4   | 10  | 9   | 6   | 8   | 11  | 9   | 9   | 312   |
| 4    | ART Grand Prix                         | Rit | Rit | 9   | 12  | 11  | 11  | Rit | 10  | 13  | 12  | 12  | 8   | Rit | WD  | WD  | 10  | 11  | 13  | Rit | 11  | 14  | 312   |
| 5    | Campos Racing Mercantile Campos Racing | 9   | 3   | 5   | 2   | 8   | 2   | 6   | 6   | 5   | 3   | 6   | 5   | 7   | 8   | 3   | 1   | 5   | 3   | 4   | 5   | 2   | 252   |
| 5    | Campos Racing Mercantile Campos Racing | 11  | 4   | 13  | 10  | 10  | 12  | 8   | 9   | 7   | 9   | 11  | 10  | 10  | 11  | 7   | 3   | 12  | 4   | 10  | 8   | 12  | 252   |
| 5    | Campos Racing Mercantile Campos Racing | DSQ | 13  | 14  | 13  | NC  | Rit | 13  | 13  | 12  | 14  | 13  | Rit | 12  | 13† | 11† | 8   | Rit | 11  | Rit | 12  | 15  | 252   |
| Pos. | Team                                   | RBR | RBR | RBR | CRT | CRT | CRT | CAT | CAT | CAT | ZAN | ZAN | ZAN | MNZ | MNZ | MNZ | LEC | LEC | LEC | COA | COA | COA | Punti |